# Angela Gerekou

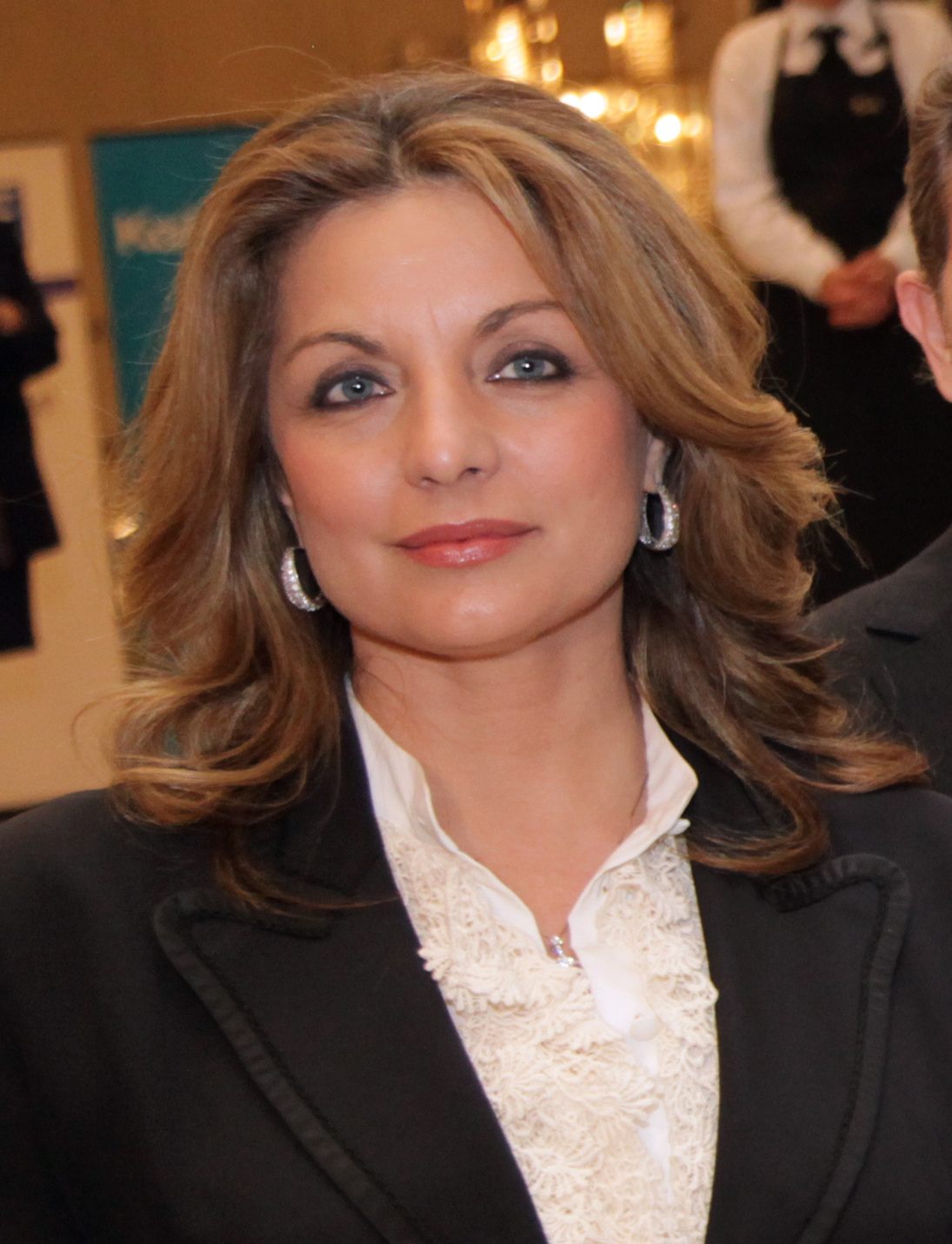
Angela Gerekou (2010)

Angeliki „Angela“ Gerekou (griechisch Αγγελική «Άντζελα» Γκερέκου; * 15. April 1959 in Korfu) ist eine griechische Schauspielerin und Politikerin (PASOK, seit 2015 ND).

## Politikerin
Für den Wahlkreis Kerkyra war Gerekou von 2004 bis 2014 mehrfach Parlamentsabgeordnete der sozialdemokratischen PASOK. Als Staatssekretärin war sie im Kabinett Papandreou für Kultur und Tourismus und für Kultur und Sport im Kabinett Samaras zuständig. Anfang 2015 wechselte sie von der PASOK zur Nea Dimokratia und kandidierte für die Partei zur anstehenden Parlamentswahl im Januar 2015.

## Privat
Seit 1996 ist sie mit Tolis Voskopoulos verheiratet und hat eine Tochter.

## Filmografie (Auswahl)
- 1986: To Koritsi tis Manis
- 1995: Akropol
- 1997: Balkanska pravila